# Lill-Laxsjötjärnen
Lill-Laxsjötjärnen är en sjö i Timrå kommun i Medelpad och ingår i Indalsälvens huvudavrinningsområde.